# Gaishorn (Allgäuer Alpen)
Das Gaishorn ist ein 2247 m ü. A. hoher Berg bei Tannheim in den Allgäuer Alpen. Es ist nach der Leilachspitze der zweithöchste Berg der Vilsalpseeberge und liegt nördlich des Rauhhorns und westlich des Vilsalpsees.

## Besteigung
Der Gipfel ist über mehrere markierte Steige zu erreichen. Die beiden üblichsten Anstiege führen vom Vilsalpsee über die Vilsalpe und das Geißeckjoch beziehungsweise vom Vilsalpsee über die Obere Roßalpe zum Gipfel. Diese Routen bieten sich für eine Überschreitung an. Im Winter ist der Berg zudem ein beliebtes Ziel für Skitouren in der Nordflanke.

## Bilder

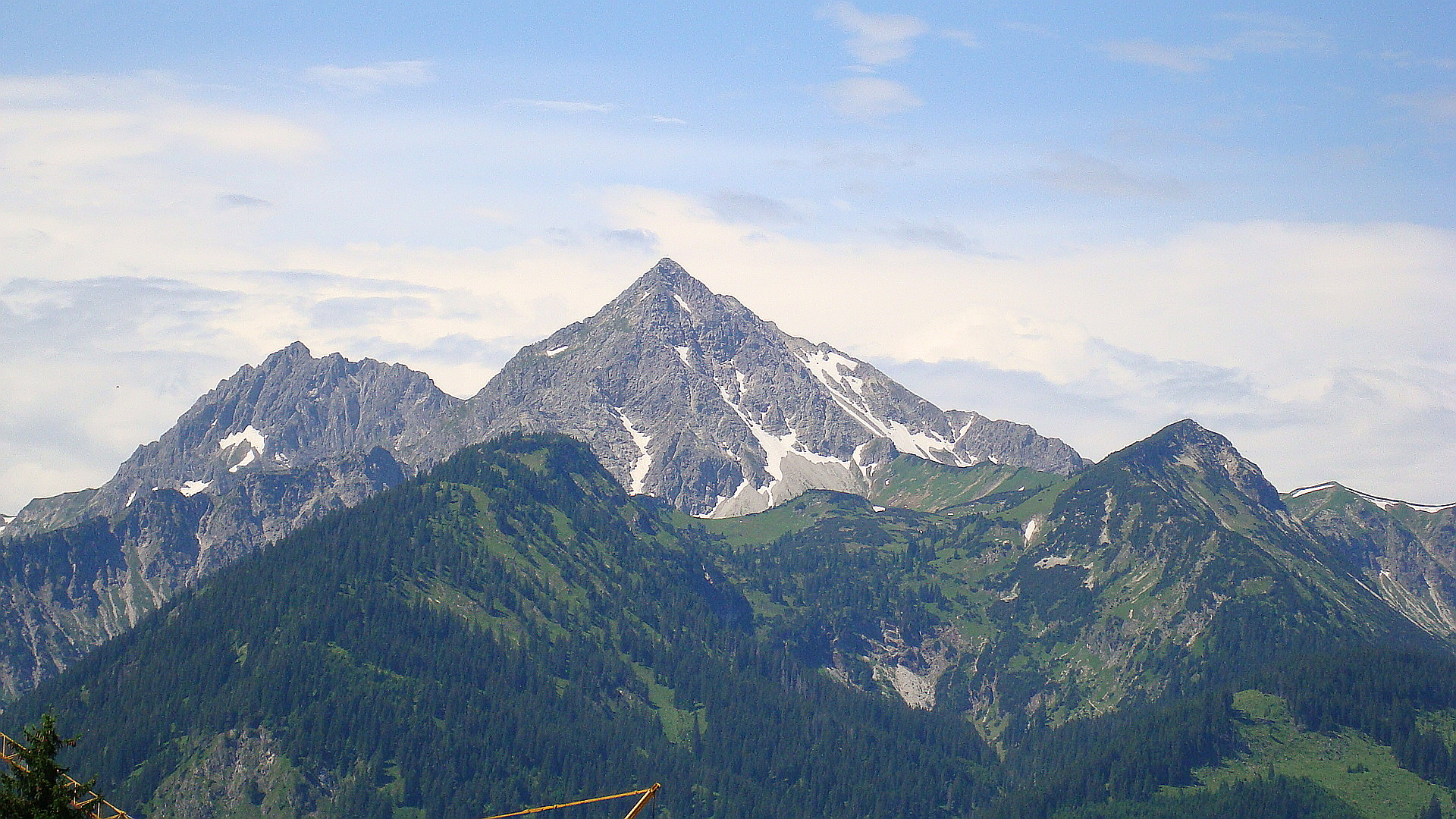
Gaishorn (rechts) und Rauhhorn
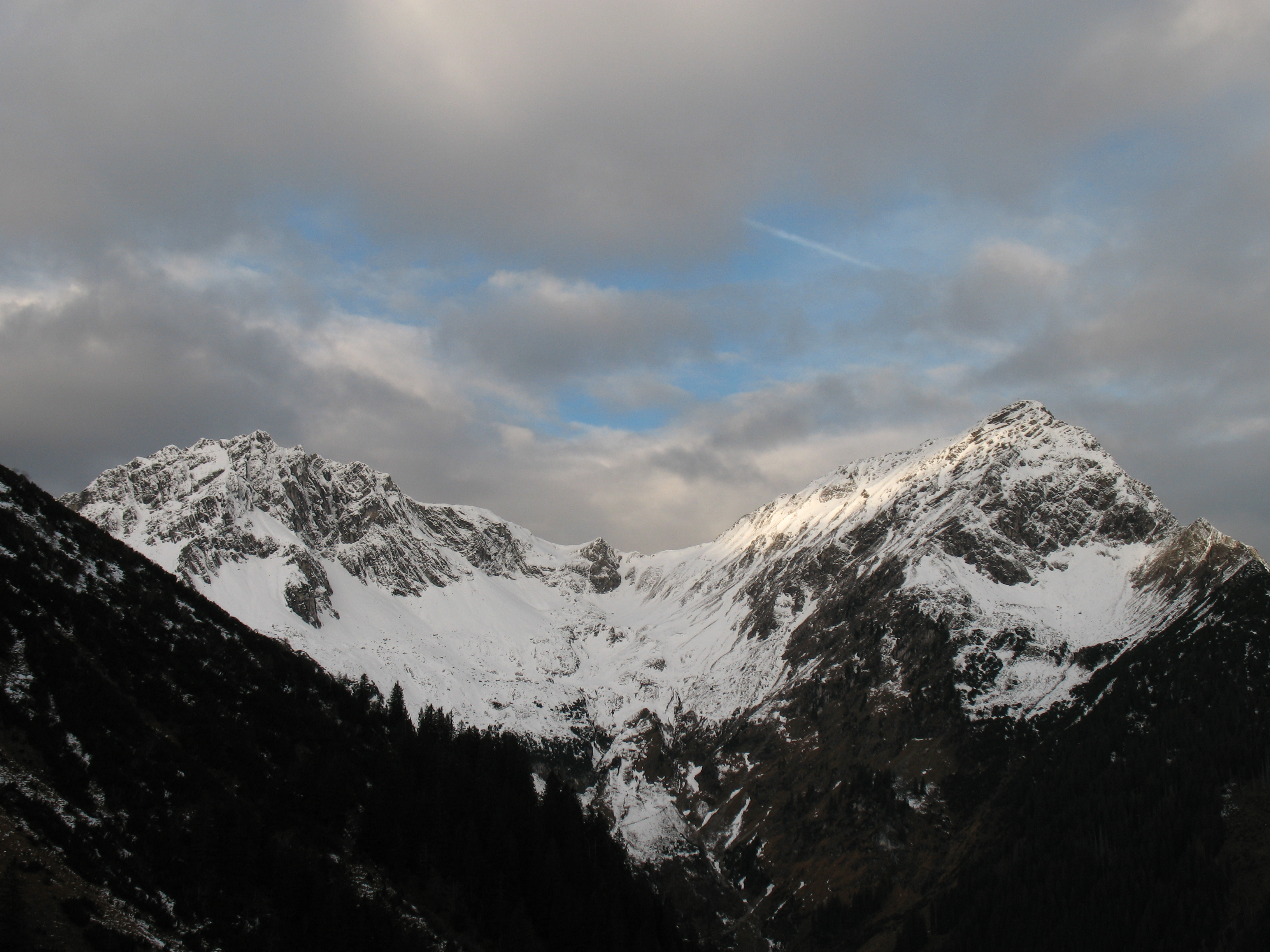
Im Winter
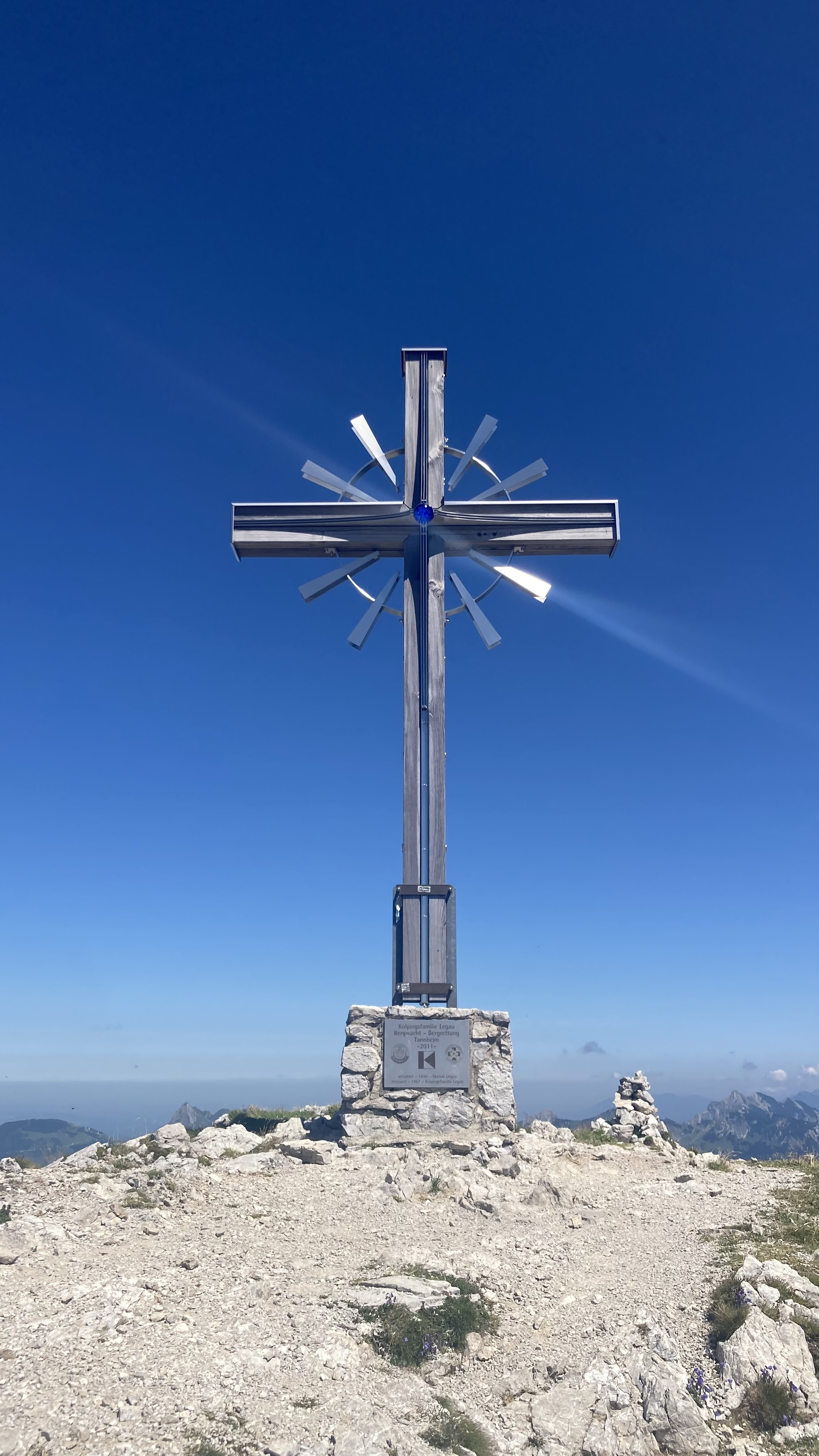
Gipfelkreuz (August 2024)
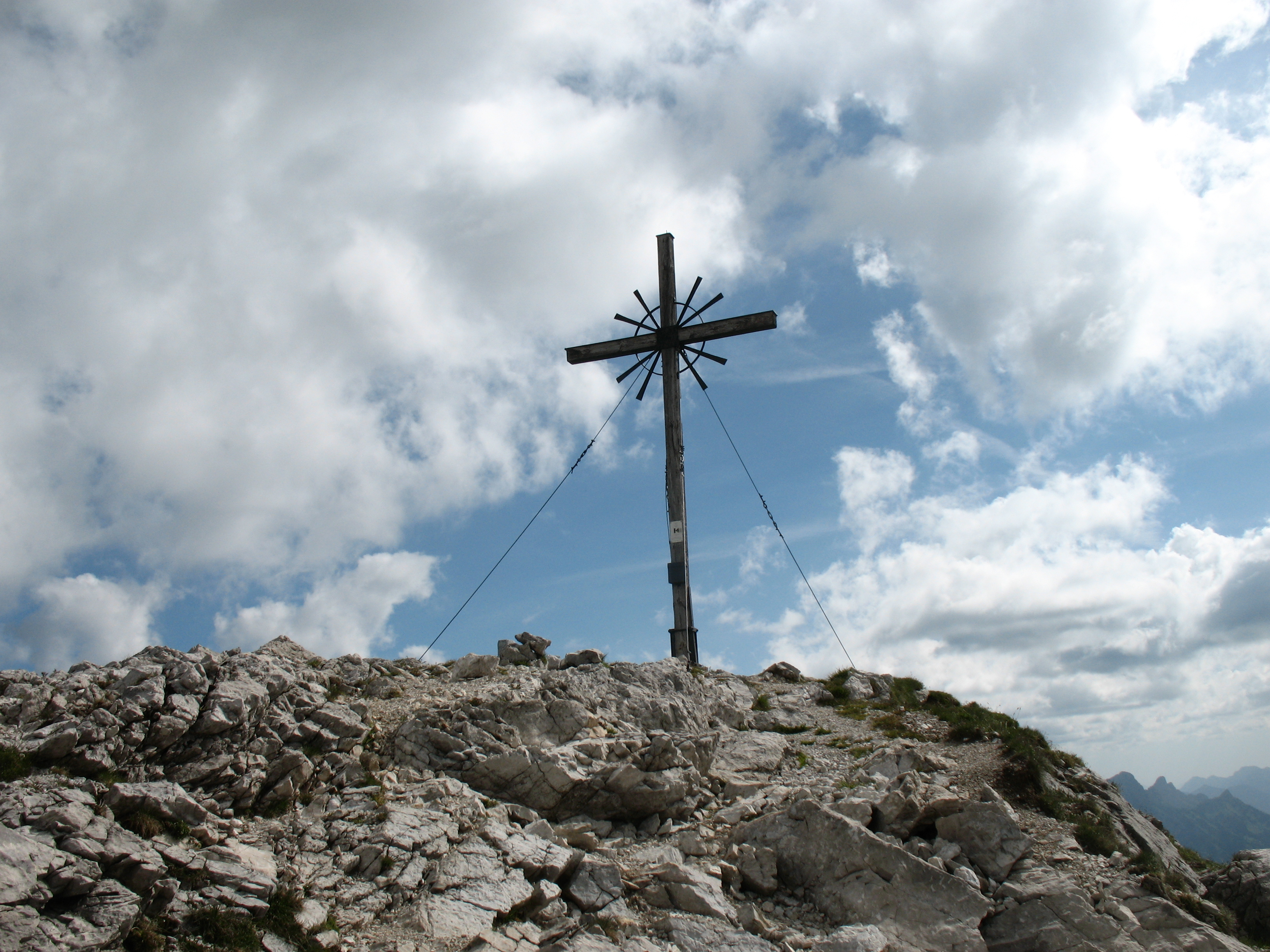
Altes Gipfelkreuz
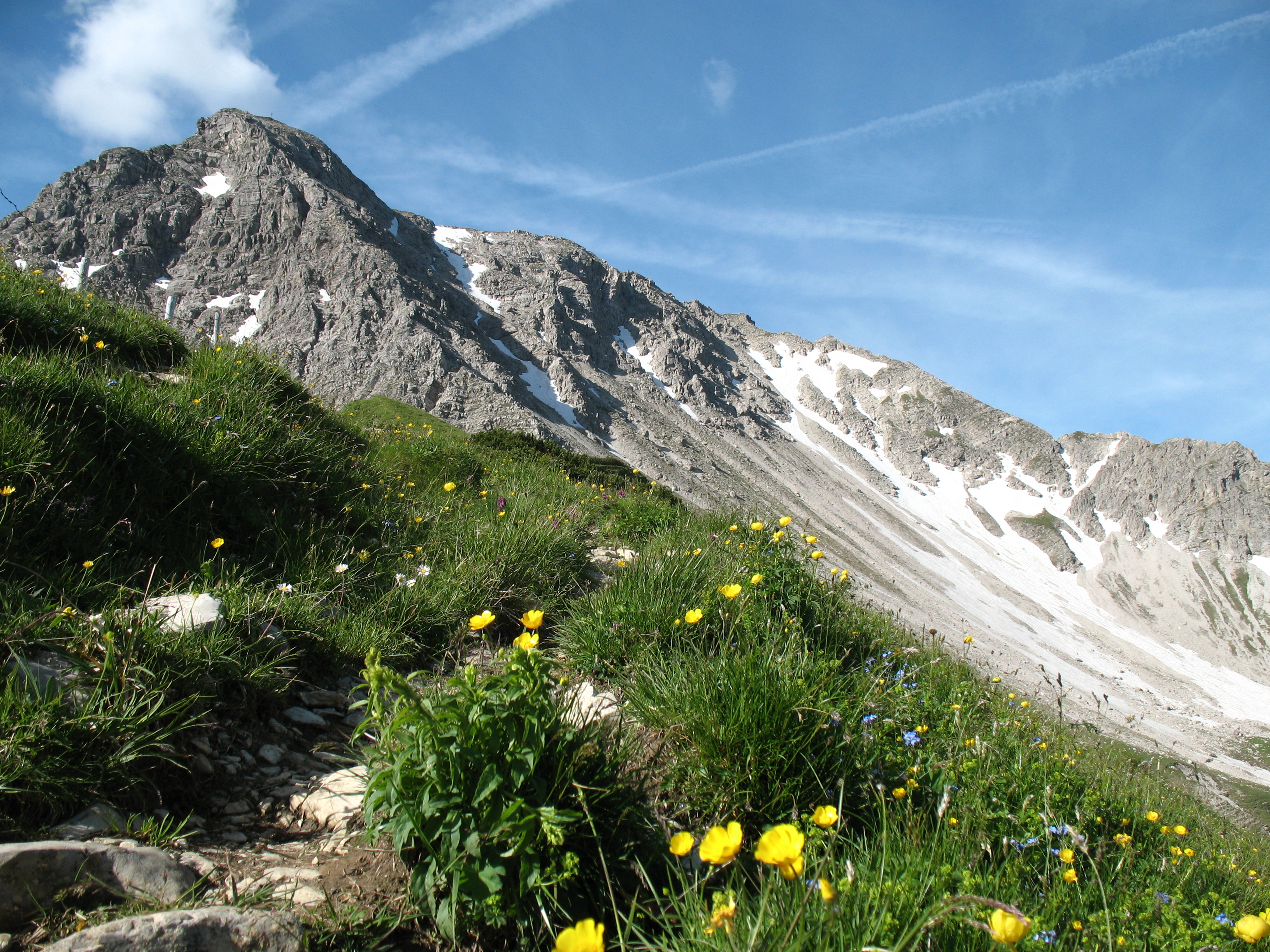
Nordflanke
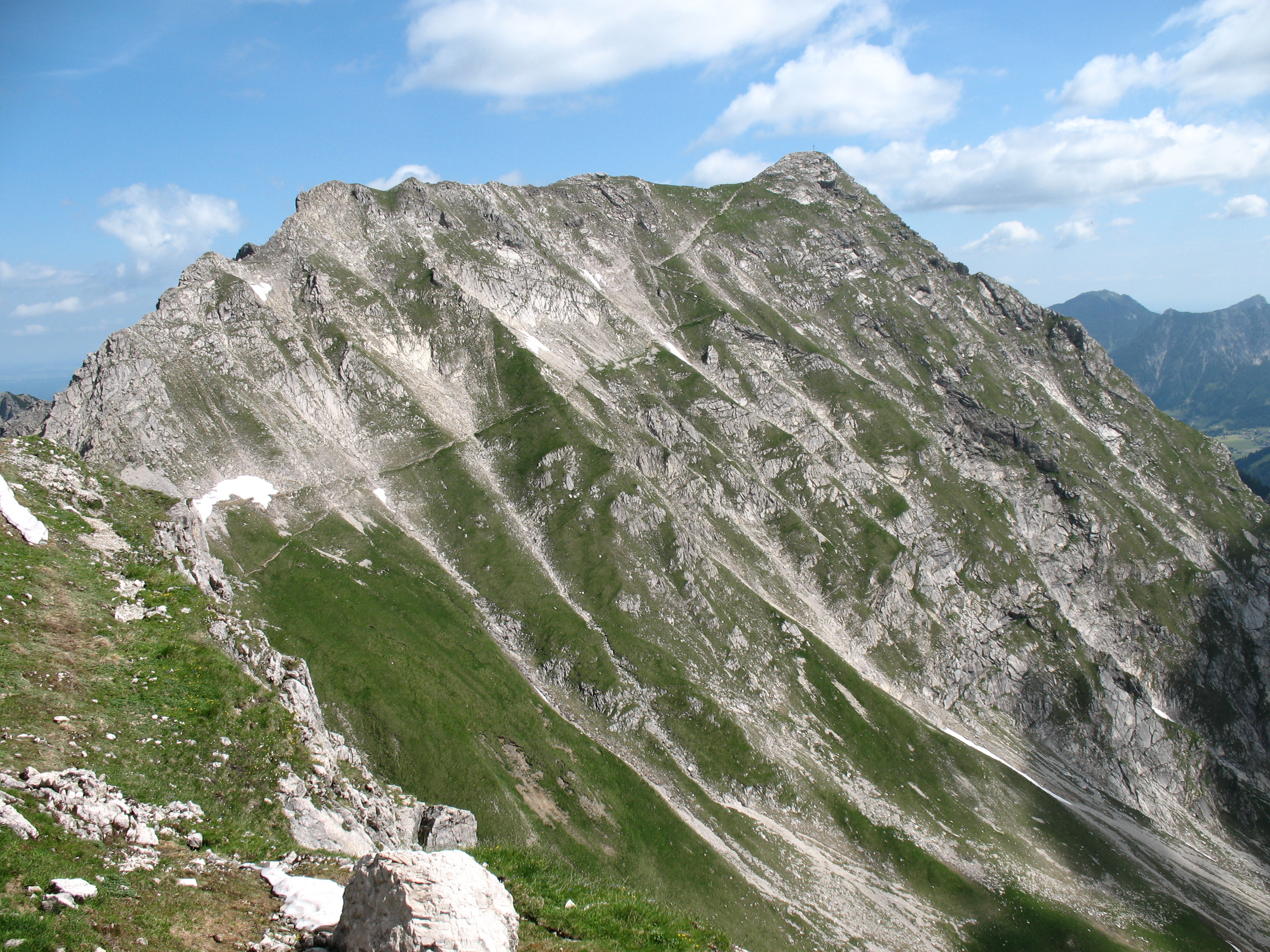
Blick vom Rauhhorn
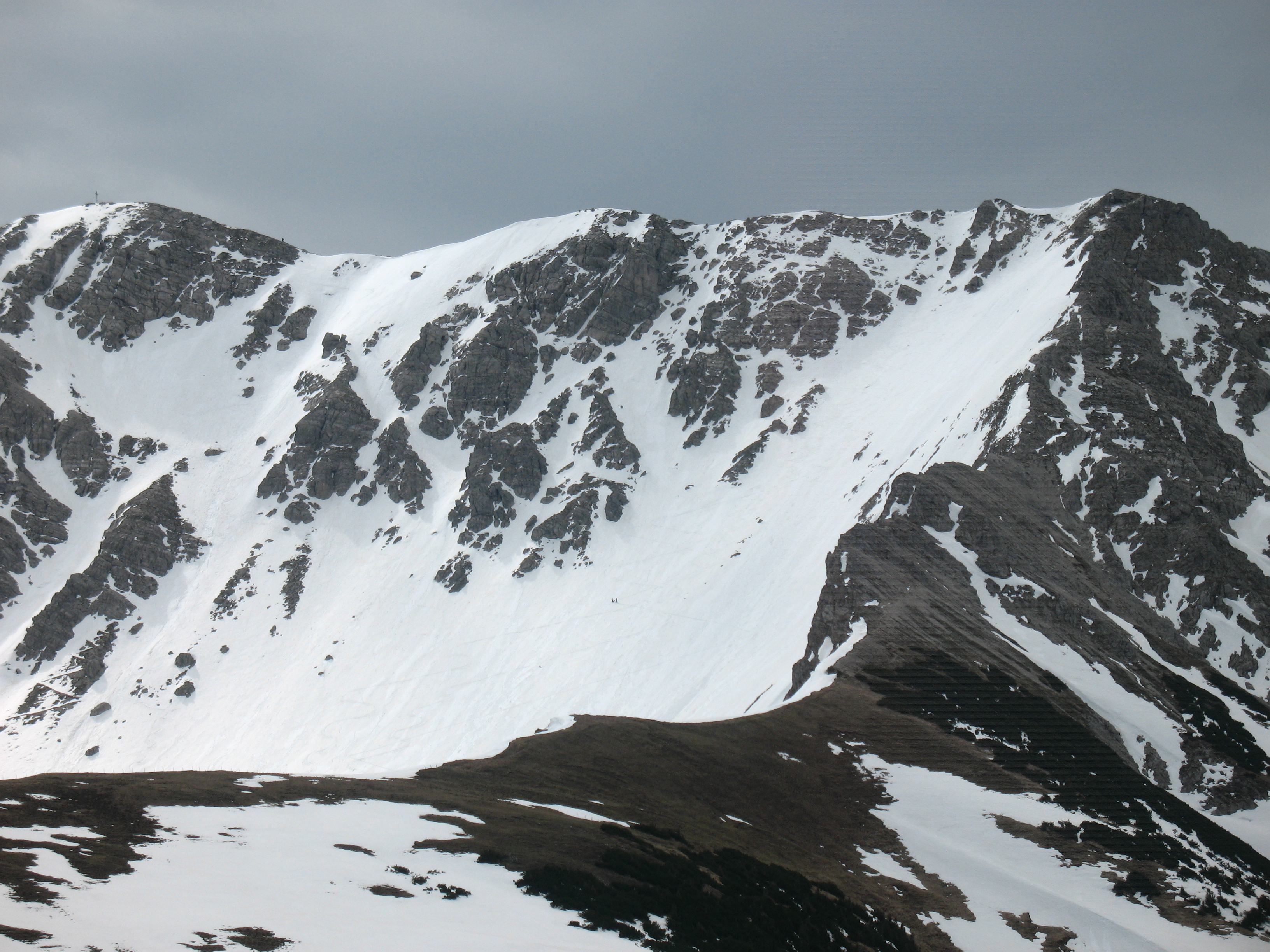
Skitour in der Nordflanke
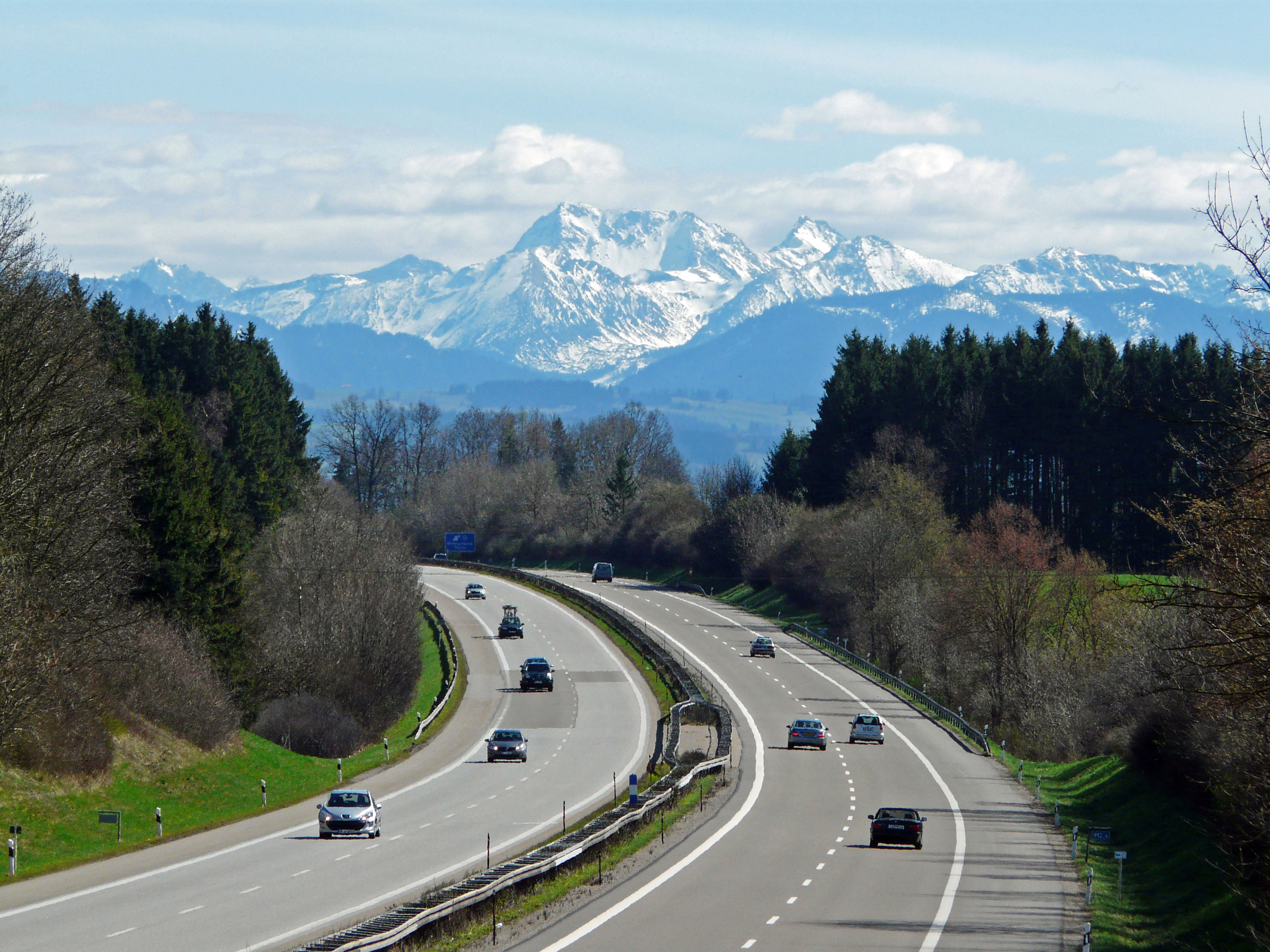
Gaishorn von der Raststätte „Allgäuer Tor“ der A 7 aus gesehen